# رابرت زی. لنرد

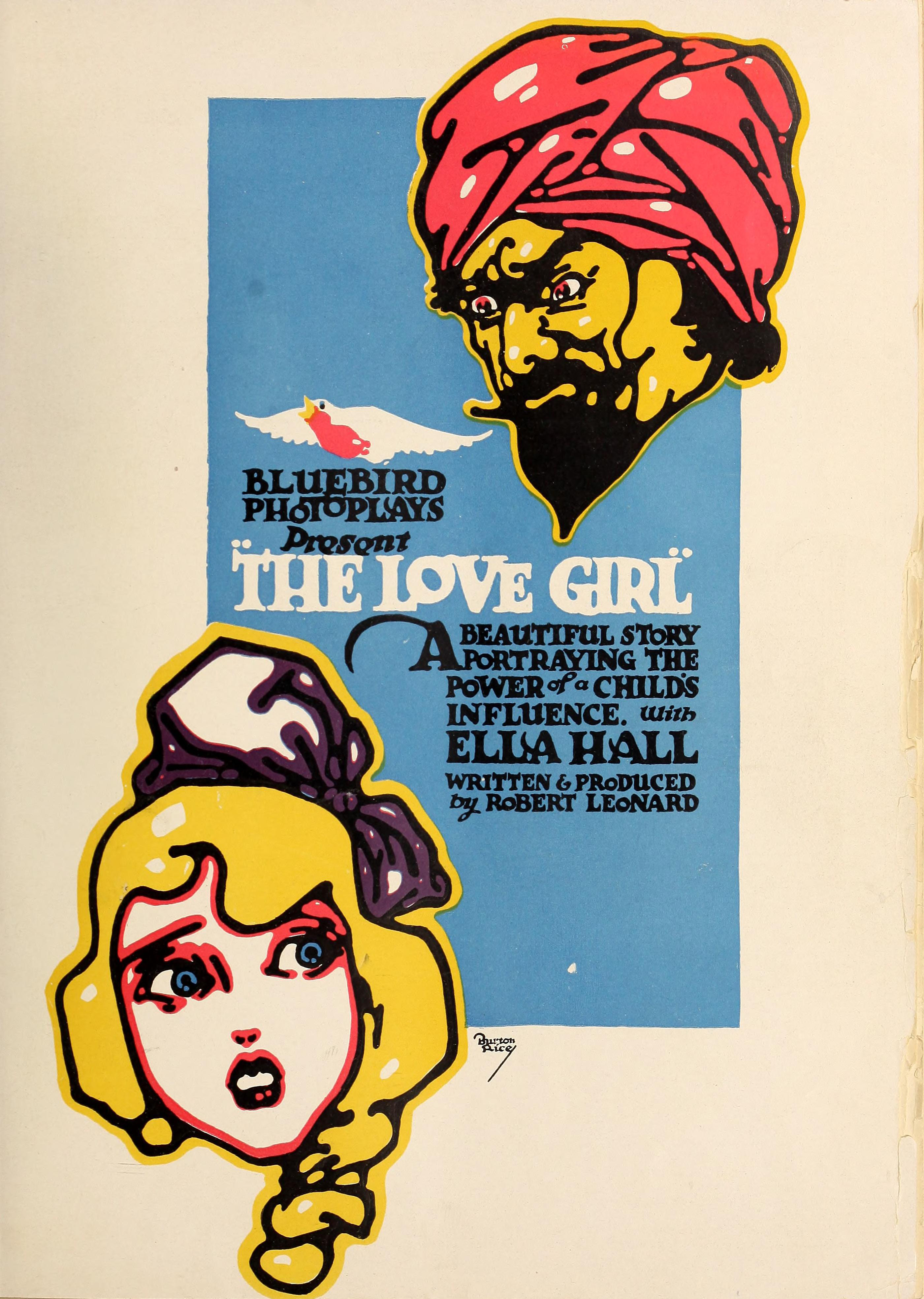
The Love Girl (۱۹۱۶)

رابرت زی. لنرد (انگلیسی: Robert Z. Leonard؛ ۷ اکتبر ۱۸۸۹ – ۲۷ اوت ۱۹۶۸) یک کارگردان و تهیه‌کننده اهل ایالات متحده آمریکا بود.

## برگزیده فیلم‌شناسی
- توتیای دریایی (۱۹۱۳)
- Shon the Piper (۱۹۱۳)
- The Master Key (۱۹۱۴)
- Judge Not; or The Woman of Mona Diggings (۱۹۱۵)
- Secret Love (۱۹۱۶)
- در اولین نگاه (۱۹۱۷)
- The Bride's Awakening (۱۹۱۸)
- Danger, Go Slow (1918)
- معجزهٔ عشق (۱۹۱۹)
- شاپرک‌های بی‌پروا (۱۹۲۱)
- Bright Lights (۱۹۲۵)
- A Little Journey (۱۹۲۷)
- The Cardboard Lover (۱۹۲۸)
- ماریان (۱۹۲۹) نسخه‌های صامت و موزیکال
- زن مطلقه (۱۹۳۰)
- فرود و فراز سوزان لنوکس (۱۹۳۱)
- Dancing Lady (۱۹۳۳)
- پس از ساعت اداری(۱۹۳۵)
- Escapade (۱۹۳۵)
- ماریتای بدذات (۱۹۳۵)
- Piccadilly Jim (۱۹۳۶)
- داستان دو شهر (۱۹۳۵)
- زیگفلد کبیر (۱۹۳۶)
- فایرفلای (۱۹۳۷)
- Maytime (1937)
- The Girl of the Golden West (۱۹۳۸)
- ماه نو (۱۹۴۰)
- غرور و تعصب (۱۹۴۰)
- Ziegfeld Girl (۱۹۴۱)
- Week-End at the Waldorf (۱۹۴۵)
- سینتیا (۱۹۴۷)
- B.F.'s Daughter (۱۹۴۸)
- In the Good Old Summertime (۱۹۴۹)
- Duchess of Idaho (۱۹۵۰)
- The Bribe (۱۹۴۹)
- Her Twelve Men (۱۹۵۴)
- دلقک (۱۹۵۳)
- Beautiful But Dangerous (۱۹۵۵)
- Kelly and Me (۱۹۵۷)